# Rheinhauser Bergbausammlung

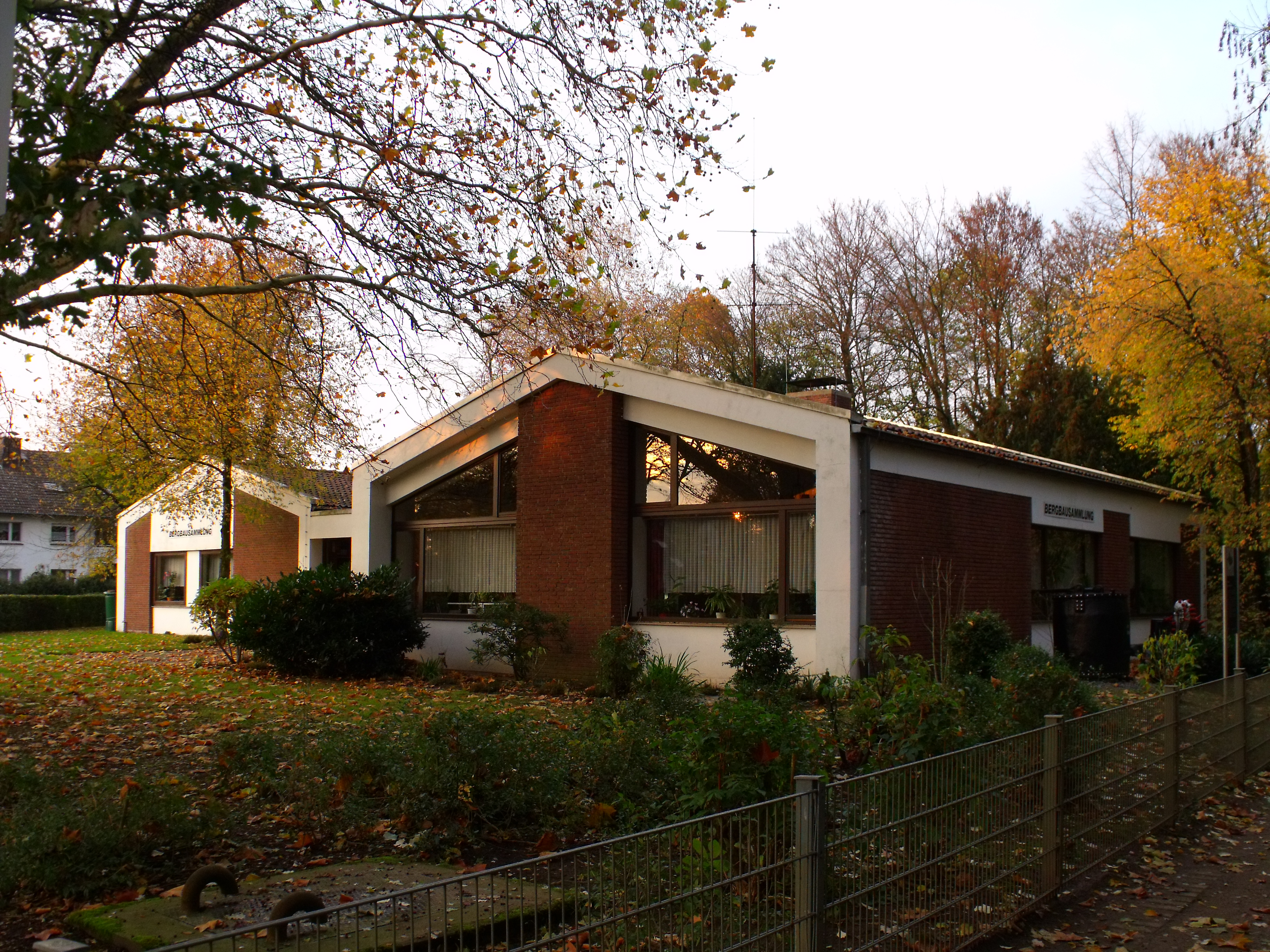
Rheinhauser Bergbausammlung

Die Rheinhauser Bergbausammlung ist eine Sammlung und ein eingetragener Verein in Duisburg-Rheinhausen. Sie ist Bestandteil der Route der Industriekultur.
Der Verein betreibt sein Bergbaumuseum in der ehemaligen Tagesstätte „Auf dem Berg“ in Rheinhausen-Bergheim, gegenüber dem Wasserturm Bergheim.

## Geschichte
Nach Stilllegung der letzten beiden Schachtanlagen in Rheinhausen (Diergardt 1967 und Mevissen 1973) fanden sich private Sammler und ehemalige Bergleute zusammen und schufen mit Unterstützung des Sponsors Firma Götzen eine Sammlung von circa 500 Exponaten.
Am 29. Juni 1983 wurde die Bergbausammlung im Lichthof der ehemaligen Zeche Diergardt von Joachim Schulze eröffnet.
1993 wird ein Großteil der Sammlung und das komplette Archiv bei einem Brand im Verwaltungsgebäude der Firma Götzen vernichtet. 1994 konnte eine überarbeitete Sammlung wiedereröffnet werden. 1998 wird Joachim Schulze, die treibende Kraft hinter der Sammlung, für seine über 30 Jahre dauernden Aktivitäten für die Unterstützung karitativer Organisationen und die Sammlung und Pflege der Bergbaugeschichte das Bundesverdienstkreuz verliehen.
1998 geht die Firma Götzen in Konkurs, die dort untergebrachte Sammlung muss in die Räume der Caritas-Werkstätten Niederrhein umziehen, die sich auf dem ehemaligen Kohlenlagerplatz der Zeche Diergardt befinden. Zur weiteren Sicherung der Sammlung gründet sich der Förderverein „Rheinhauser Bergbausammlung – Förderverein für Bergbaugeschichte im Duisburger Raum“. Seit 1999 ist er als gemeinnützig anerkannt.
2004 meldet die Caritas Eigenbedarf für die Räumlichkeiten an, die Sammlung muss wieder umziehen.
Im August 2007 wird der Umzug vollzogen, seitdem ist die Sammlung am jetzigen Ort zu besichtigen.

## Sammlung
In der Dauerausstellung sind 1.200 Exponate zu sehen, darunter Arbeitsgeräte, Geleucht, funktionstüchtige Modelle wie der Förderturm der Zeche Diergardt I/II im Maßstab 1:30, Signaleinrichtungen, Mineralien, Urkunden, historische Fotos und Pläne sowie persönliche Erinnerungsstücke und eine umfangreiche Bibliothek rund um den Bergbau. Die Sammlung ist donnerstags von 9:00 bis 14:00 Uhr und jeden ersten Sonntag im Monat von 14:00 bis 16:00 geöffnet, der Eintritt sowie eine Führung ist frei.